# Destini (singolo)
Destini è un singolo dei Pooh, il secondo estratto dall'antologia "La grande festa".

## Il singolo
Il singolo, scritto da Stefano D'Orazio e messo in musica da Roby Facchinetti, racconta la vita dei 4 componenti del gruppo, i quali cantano una strofa ciascuno ed il ritornello insieme, e di come il destino li abbia fatti incontrare e fatti tenere assieme dopo tanti anni.

## Formazione
1. Roby Facchinetti: voce, pianoforte e tastiere.
2. Dodi Battaglia: voce e chitarra.
3. Red Canzian: voce e basso.
4. Stefano D'Orazio: voce e batteria.